# Kabinett Parri
Das Kabinett Parri regierte das Königreich Italien vom 21. Juni 1945 bis zum 10. Dezember 1945. Es folgte dem Kabinett Bonomi III und wurde von Ministerpräsident Ferruccio Parri angeführt.

## Entstehung und Entwicklung
Das Kabinett Parri war das 64. Kabinett des Königreiches und sechs Monate und zehn Tage im Amt. Der Allparteienregierung gehörten die Democrazia Cristiana (DC), Partito Comunista Italiano (PCI), Partito Socialista Italiano di Unità Proletaria (PSIUP), Partito Liberale Italiano (PLI), Partito d’Azione (PdA) und Partito Democratico del Lavoro (DL) an.
Nach der vollständigen Befreiung Italiens und dem darauffolgenden Rücktritt von Ministerpräsident Bonomi sollte sich die wieder errungene Einheit des Landes in einer neuen Regierung widerspiegeln. Nachdem die Kandidaturen von Pietro Nenni und Alcide De Gasperi nicht die nötige Resonanz fanden, einigten sich die Parteien auf Ferruccio Parri, einem der bedeutendsten Vertreter der Resistenza als neuen Ministerpräsidenten. Mit ihm begann die Periode der antifaschistischen Allianz.
Die neue Regierung musste sich in der unmittelbaren Nachkriegszeit mit einer Reihe drängenden innenpolitischen Fragen beschäftigen. Im Norden lagen die Prioritäten auf der Entwaffnung der Resistenza sowie auf die Wiederherstellung des staatlichen Gewaltmonopols und der öffentlichen Ordnung. Im Süden mussten separatistischen Bewegungen Einhalt geboten werden, die vor allem auf Sizilien mit Unterstützung der Mafia in bewaffneter Gewalt umschlugen. Daneben richtete Parri sein Augenmerk auf wirtschaftliche Probleme und versuchte mit einer Reihe von Maßnahmen, vor allem sozial Schwächere sowie die Mittelschicht zu entlasten. Diese auch von der PCI getragenen Pläne wurden allerdings nicht allen Parteien der Koalition geteilt und trafen auf den Widerstand der Liberalen und der Christdemokraten.
Zu Divergenzen zwischen den Regierungsparteien kam es im Herbst 1945 nach der Einberufung der Consulta Nazionale, dem aus 430 Vertretern der Gesellschaft zusammengesetzten Ersatzparlament. Während das linke Parteienspektrum sich für einen demokratischen Neuaufbau des Staates starkmachte, setzten sich rechtsliberale Kräfte für die Fortführung des oligarchischen liberalen prefaschistischen Staates ein. Zu bedeutendsten Verteidigern des alten liberalen Staates in der Consulta gehörte Benedetto Croce. Im Streit darüber reichten die Minister der PLI am 21. November 1945 ihren Rücktritt ein. Drei Tage später, die Verhandlungen zur Beilegung der Regierungskrise waren noch am Laufen, kritisierte Parri in einer öffentlichen Sitzung des Nationalen Befreiungskomitees die Haltung der Liberalen und der Christdemokraten und beschuldigte sie einen Staatsstreich vorzubereiten. Daraufhin zog sich auch die DC aus der Regierung zurück, worauf Parri zurücktrat. Dem Kabinett Parri folgte das Kabinett De Gasperi I.

## Minister

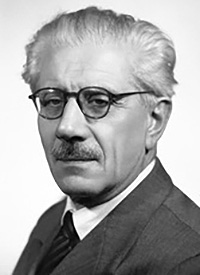
Ferruccio Parri

| Ministerien                       | Name                                                                            | Partei        |
| --------------------------------- | ------------------------------------------------------------------------------- | ------------- |
| Ministerpräsident                 | Ferruccio Parri                                                                 | Pd’A          |
| Vizepräsidenten                   | Manlio Brosio Pietro Nenni                                                      | PLI PSIUP     |
| Äußeres                           | Alcide De Gasperi                                                               | DC            |
| Inneres                           | Ferruccio Parri                                                                 | Pd’A          |
| Justiz und Kirchenangelegenheiten | Palmiro Togliatti                                                               | PCI           |
| Krieg                             | Stefano Jacini                                                                  | DC            |
| Marine                            | Raffaele de Courten                                                             | Militär       |
| Finanzen                          | Mauro Scoccimarro                                                               | PCI           |
| Schatz                            | Marcello Soleri (verstorben am 22. Juli 1945) Federico Ricci (ab 31. Juli 1945) | PLI parteilos |
| Öffentliche Arbeiten              | Giuseppe Romita                                                                 | PSIUP         |
| Bildung                           | Vincenzo Arangio Ruiz                                                           | PLI           |
| Landwirtschaft                    | Fausto Gullo                                                                    | PCI           |
| Industrie und Handel              | Giovanni Gronchi                                                                | DC            |
| Arbeit und Sozialfürsorge         | Gaetano Barbareschi                                                             | PSIUP         |
| Transport                         | Ugo La Malfa                                                                    | Pd’A          |
| Post und Telekommunikation        | Mario Scelba                                                                    | DC            |
| Italienisches Afrika              | Ferruccio Parri (geschäftsführend)                                              | Pd’A          |
| Luftfahrt                         | Mario Cevolotto                                                                 | PDL           |
| Wiederaufbau                      | Meuccio Ruini                                                                   | PDL           |
| Ernährung                         | Enrico Molè                                                                     | PDL           |
| Nachkriegsfürsorge                | Emilio Lussu                                                                    | Pd’A          |
| Consulta                          | Manlio Brosio (ab 17. August 1945)                                              | PLI           |
| Verfassungsgebende Versammlung    | Pietro Nenni (ab 12. August 1945)                                               | PSIUP         |